# Tastiere a nastro magnetico
Le tastiere a nastro magnetico sono quegli strumenti musicali a tastiera che usano nastri magnetici analogici preregistrati per la produzione del suono.
Gli strumenti più conosciuti in questa categoria sono il Chamberlin, il Mellotron e il Birotron.
Si considerano precursori dei moderni campionatori, i quali utilizzano memorie digitali invece che nastri analogici per la registrazione delle sorgenti sonore acustiche.
Questi strumenti furono inventati alla fine degli anni quaranta e utilizzati in campo musicale dalla metà degli anni sessanta sino alla fine dei settanta; il più popolare fu il Mellotron. Con la creazione di potenti ed economici sintetizzatori e moderni campionatori le tastiere a nastro magnetico diventarono sempre più rare, ma ancora oggi vengono usate da alcuni musicisti ed esistono ditte che ne producono di nuove.
Per riprodurre le sonorità anni 70 degli strumenti a nastri magnetici sono oggi disponibili numerosi plugin VST, di vasto utilizzo nel software musicale (Sampler, DAW)

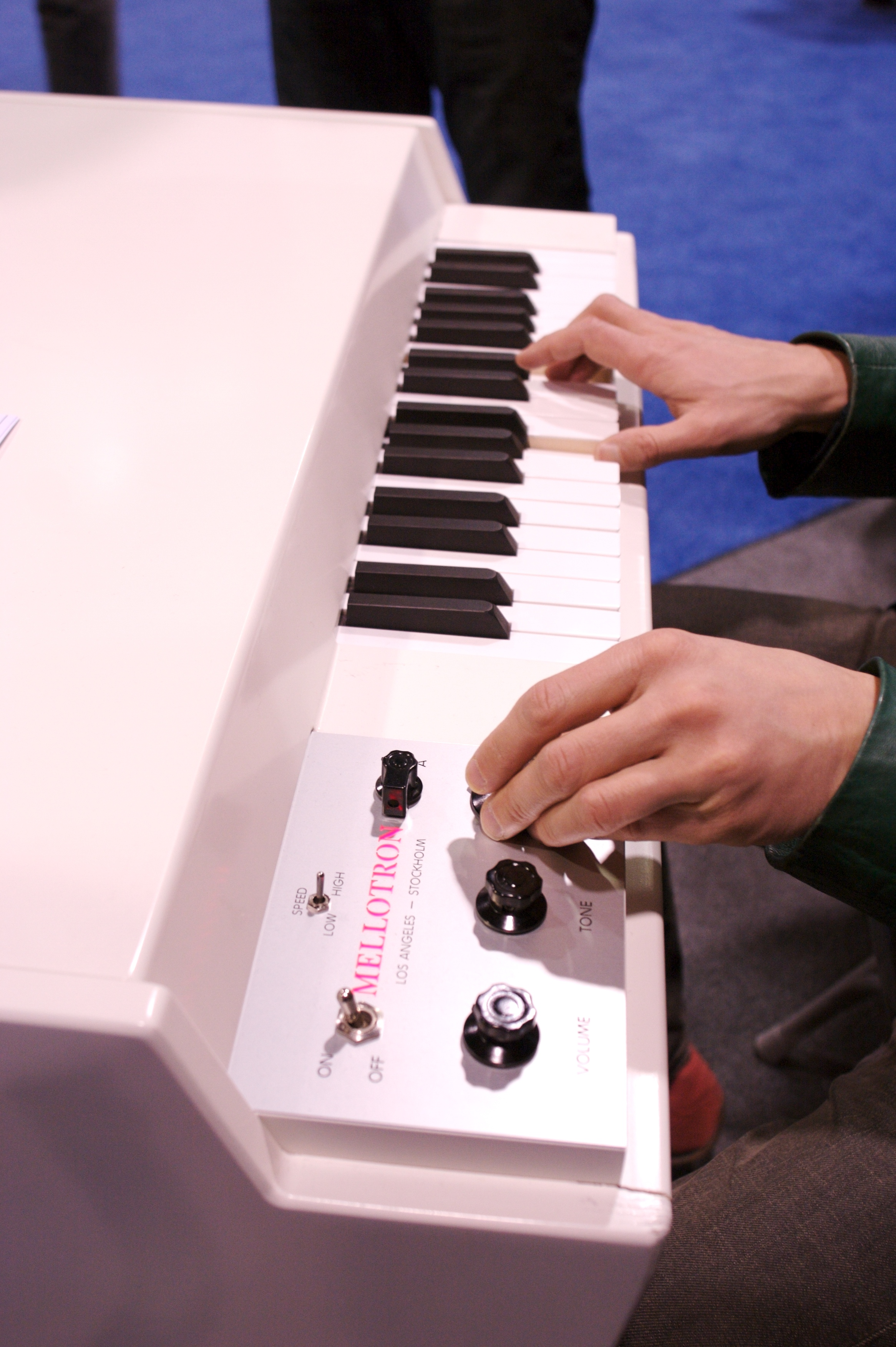
Un mellotron